# 阿射賀御厨
阿射賀御厨（あざかのみくりや）は、伊勢国一志郡にあった伊勢神宮（外宮）の御厨。現在の三重県松阪市大阿坂町・小阿坂町付近。

## 概要
『大神宮諸雑事記』康平3年8月3日（1060年8月31日）条に伊勢守と一志郡の郡司が衝突した事件に関連して、郡司が阿射賀御厨の厨司を兼ねていたことを記しているのが初出。その後、大治5年（1130年）に発生した同御厨を巡る争論では伊勢平氏の平忠盛が関与している。平安時代末期には大小2つの御厨に分離、大阿射賀御厨については建久年間に「前皇后宮大夫入道」と「藤原氏子」と称する人物が領家であったことが知られているが詳細は不明である。
一方、小阿射賀御厨については平家没官領とされて地頭派遣され、一方領家には御子左流の藤原定家が就いていた。定家の日記『明月記』正治元年12月26日（1200年1月14日）条に定家が任じた厨司が地頭と農民との対立に巻き込まれていることについて記され、以後厨司・農民と地頭の対立が続き、領家としての所務が滞ったことが知られている。『吾妻鏡』建保元年11月23日（1214年1月5日）条には、京極侍従三位（藤原定家）が大江広元を介して鎌倉幕府へ行った年来の愁訴が認められて地頭の渋谷左衛門尉が更迭され、御礼に相伝の私本『万葉集』の一部を将軍家に献上されたことが記されている。『吾妻鏡』の編者はこの措置を将軍家（当時の将軍は源実朝）が定家の歌道を賞してのことと解説している。その後も、定家および子孫の冷泉家に継承されたとみられ、『明月記』には小阿射賀御厨での寛喜の飢饉の状況などが記されている。
冷泉家の御厨支配や御厨そのものがいつまで続いたかは不明であるが、永正4年3月7日（1507年4月19日）付で作成された「神領給人引付」（神宮文庫所蔵）に大小阿射賀御厨の名前がみられることから、戦国時代前期までは存続していた可能性がある。その後、戦国大名化した北畠家の進出によって御厨も同氏の支配下に入り、荘園としては解体したとみられている。